# Garrick Hagon
Garrick Hagon, né le 27 septembre 1939 à Londres, est un acteur anglais.

## Biographie
Garrick Hagon débute à l'écran dans une série en 1959, puis dans deux premiers films en 1961. Parmi ses films notables (majoritairement britanniques ou américains ou en coproduction), mentionnons Star Wars, épisode IV : Un nouvel espoir de George Lucas (1977, avec Harrison Ford et Mark Hamill), Cry Freedom de Richard Attenborough (1987, avec Kevin Kline et Denzel Washington), Mission impossible de Brian De Palma (1996, avec Tom Cruise et Jon Voight), Spy Game : Jeu d'espions de Tony Scott (2001, avec Robert Redford et Brad Pitt), ou encore Red 2 de Dean Parisot (2013, avec Bruce Willis et John Malkovich).
Au nombre de ses séries notables (surtout britanniques), citons Doctor Who (épisodes The Mutants, 1972, et La Ville de la miséricorde, 2012), la mini-série Les Orages de la guerre de Dan Curtis (1988), la série d'animation Les Jumeaux du bout du monde de Jean Chalopin (intégrale en cinquante-deux épisodes, 1991-1993, où il prête sa voix au personnage de Kung Li), ainsi que The Crown (un épisode, 2016).
Il apparaît également dans des téléfilms (le premier diffusé en 1979), dont A Talent for Murder d'Alvin Rakoff (1984, avec Angela Lansbury et Laurence Olivier), Le Crépuscule des aigles de Christopher Menaul (1994, avec Rutger Hauer et Miranda Richardson) et Into the Storm de Thaddeus O'Sullivan (2009, avec Brendan Gleeson et Janet McTeer).
Par ailleurs acteur de théâtre, Garrick Hagon joue notamment à Londres, comme dans Ils étaient tous mes fils d'Arthur Miller (1981-1982, avec Colin Blakely et Rosemary Harris). Citons aussi La Ménagerie de verre de Tennessee Williams (en 1979 à Watford) et Macbeth de William Shakespeare (en 1997-1998 à Bristol, avec Pete Postlethwaite dans le rôle-titre).

## Filmographie partielle

### Cinéma
- 1972 : Antoine et Cléopâtre (Antony and Cleopatra) de Charlton Heston : Eros
- 1976 : Le Message (version anglaise, The Message) de Moustapha Akkad : Ammar ibn Yassir
- 1977 : L'Ultimatum des trois mercenaires (Twilight's Last Gleaming) de Robert Aldrich : Alfie, le chauffeur
- 1977 : Star Wars, épisode IV : Un nouvel espoir (Star Wars: Episode IV – A New Hope) de George Lucas : Biggs Darklighter « Red 3 »
- 1977 : Un pont trop loin (A Bridge Too Far) de Richard Attenborough : le lieutenant Rafferty
- 1977 : L'Espion qui m'aimait (The Spy Who Love Me) de Lewis Gilbert : un membre d'équipage de l’U.S.S. Wayne
- 1987 : Cry Freedom de Richard Attenborough : McElrea
- 1989 : Batman de Tim Burton : un touriste (le père)
- 1995 : Balto de Simon Wells (film d'animation) : le télégraphiste (voix)
- 1996 : Mission impossible (Mission: Impossible) de brian de Palma : le journaliste de CNN
- 2001 : Spy Game : Jeu d'espions (Spy Game) de Tony Scott : Cy Wilson, directeur de la CIA
- 2001 : Vengeance secrète (The Fourth Angel) de John Irvin : François Duguay
- 2002 : Taking Sides : Le Cas Furtwängler (Talking Sides) d'István Szabó : le major Richards
- 2004 : Esprit libre (Chasing Liberty) d'Andy Cadiff : le Secrétaire d'État
- 2004 : In My Country (Country of My Skull) de John Boorman : le pilote
- 2005 : The Jacket de John Maybury : l'avocat de la défense
- 2005 : Charlie et la Chocolaterie (Charlie and the Chocolate Factory) de Tim Burton : le journaliste de Denver
- 2006 : L'Affaire CIA (Shadow Man) de Michael Keusch : Waters
- 2006 : Black Book de Paul Verhoeven : un général britannique
- 2007 : La Môme d'Olivier Dahan : le médecin américain
- 2007 : The Walker de Paul Schrader : un résident de Mungo
- 2009 : Ninja d'Isaac Florentine (en) : le professeur Garrison
- 2009 : Orson Welles et Moi (Me and Orson Welles) de Richard Linklater : Dr Mewling
- 2012 : Red Lights de Rodrigo Cortés : Howard McColm
- 2012 : The Expatriate (Erased) de Philipp Stölzl : James Halgate III
- 2013 : Red 2 de Dean Parisot : Davis
- 2017 : The Current War : Les Pionniers de l'électricité (The Current War) d'Alfonso Gomez-Rejon : l'avocat général

### Télévision

#### Séries
- 1972-1973 : L'Aventurier (The Adventurer), saison 1, 11 épisodes : Gavin Taylor
- 1972-2012 : Doctor Who
  - Saison 9 (première série), épisode 4 The Mutants (1972), parties 1 à 6 : Ky
  - Saison 7 (deuxième série), épisode 3 La Ville de la miséricorde (A Town Called Mercy, 2012) : Abraham
- 1973 : Angoisse (Thriller), saison 1, épisode 5 Le Fou (The Colour of Blood) : Peter
- 1974 : Colditz, saison 2, épisode 9 Senior American Offier et épisode 10 Very Important Person : le lieutenant Jim Phipps
- 1976 : Z-Cars, saison 11, épisode 6 Kidpnap  : le clown
- 1978 : Le Retour du Saint (Return of the Saint), saison unique, épisode 4 Chasse à l'homme (One Black September) de Leslie Norman : Abdul Hakim
- 1980 : Oppenheimer, mini-série : Frank Oppenheimer
- 1983 : Philip Marlowe, détective privé (Philip Marlowe, Private Eye), saison 1, épisode 5 Smart Aleck Kill de Peter Hunt : Denny
- 1987 : Paire d'as (Diamonds), saison 1, épisode 1 Poison Pill de René Bonnière : rôle non spécifié
- 1988 : Les Orages de la guerre (War and Remembrance), mini-série de Dan Curtis, 4e et 5e parties : Sam Jones
- 1991-1993 : Les Jumeaux du bout du monde (titre original), série d'animation de Jean Chalopin, saison unique, 52 épisodes (intégrale) : Kung Li (voix)
- 1992 : Un privé sous les tropiques (Sweating Bullets), saison 3, épisode 1 Tricher n'est pas jouer (Twice as Dead) de Clay Borris : Stevens
- 1994 : Scarlett, mini-série de John Erman, 1er épisode : Samuel
- 1996 : Inspecteurs associés (Dalziel and Pascoe), saison 1, épisode 3 Un automne meurtrier (An Autumn Shroud) : M. Bergmann
- 2003 : Cambridge Spies, mini-série de Tim Fywell : Klaus Fuchs
- 2005 : Meurtres à l'anglaise (The Inspector Lynley Mysteries), saison 4, épisode 3 Enquête au Parlement (The Seed of Cunning) de Jeremy Silberston : Joseph Frady
- 2006 : The Line of Beauty, mini-série de Saul Dibb, épisode 1 The Love Chord : Morden Lipscome
- 2015 : Les Enquêtes de l'inspecteur Wallander (Wallender), saison 4, épisode 3 L'Homme inquiet, 2e partie (The Troubled Man) : Steven Wilson
- 2016 : The Crown, saison 1, épisode 7 Le Savoir, c'est le pouvoir (Scienta Potentia Est) : John F. Dulles
- 2018-2019 : Le Monde incroyable de Gumball (The Amazing World of Gumball), série d'animation, saison 6, épisode 9 Le Voisin (The Neighbor, 2018 : le maire d'Elmore), épisode 24 L'Annonce (The Ad, 2018 : Bernie Klein) et épisode 44 L'Inquisition (The Inquisition, 2019 : le superintendant Evil) (voix)

#### Téléfilms
- 1979 : La Vie d'Henry VIII (The Life of Henry the Fifth) de David Giles : le baron Mountjoy
- 1984 : A Talent for Murder d'Alvin Rakoff : Mark Harrison
- 1985 : Nuits secrètes II (Lace II) de William Hale : un responsable
- 1986 : Les Derniers Jours de Patton (en) (The Last Days of Patton) de Delbert Mann : le lieutenant-colonel Walter Kerwin (en)
- 1986 : Le Drame de Ted Kennedy Jr. (The Ted Kennedy Jr. Story) de Delbert Mann : Dr Rein
- 1988 : La Grande Évasion 2 (The Great Escape II: The Untold Story) de Paul Wendkos et Jud Taylor : le major Paul
- 1988 : Onassis, l'homme le plus riche du monde (The Richest Man in the World) de Waris Hussein : Roy Cohn
- 1989 : Red King, White Knight de Geoff Murphy : l'économiste
- 1992 : Revolver de Gary Nelson : Adam Vincent
- 1994 : Le Crépuscule des aigles (Fatherland) de Christopher Menaul : Elliot
- 2002 : La Splendeur des Amberson (en) (The Magnificent Ambersons) d'Alfonso Arau : Tom Kinney
- 2007 : Comet Impact de Keith Boak : Lampanelli
- 2009 : Into the Storm de Thaddeus O'Sullivan : Harry Hopkins
- 2013 : Le Vatican (The Vatican) de Ridley Scott : le père Albers

## Théâtre en Angleterre (sélection)

### Londres
- 1981-1982 : Ils étaient tous mes fils (All My Sons) d'Arthur Miller : Chris Keller
- 1990-1991 : Après la chute (After the Fall) d'Arthur Miller : Dan
- 1994 : The Dream Coast de (et mise en scène par) John Steppling
- 1998 : I Am Yours de Judith Thompson : Raymond

### Autres lieux
- 1965 : Hobson's Choice d'Harold Brighouse[1] (à Cheltenham)
- 1979 : Antoine et Cléopâtre (Antony and Cleopatra) de William Shakespeare (à Leatherhead)
- 1979 : La Ménagerie de verre (The Glass Menagerie) de Tennessee Williams (à Watford) : Tom Wingfield
- 1986-1987 : Fifth of July de Lanford Wilson (à Bristol) : Ken Talley
- 1993 : The Little Foxes (en) de Lillian Hellman (à Southampton) : Horace Giddens[2]
- 1997-1998 : Macbeth de William Shakespeare (à Bristol) : Ross